# Rhyssemus scaber
Rhyssemus scaber är en skalbaggsart som beskrevs av Samuel Stehman Haldeman 1848. Rhyssemus scaber ingår i släktet Rhyssemus och familjen Aphodiidae. Inga underarter finns listade i Catalogue of Life.